# 约翰·海因里希·路易斯·克吕格
约翰·海因里希·路易斯·克吕格（德語：Johann Heinrich Louis Krüger，1857年9月21日—1923年6月1日），德国数学家和大地测量学家。他于1912年推导出简单实用的坐标投影公式，使得高斯-克吕格坐标系得以广泛应用。